# ロッカ・サン・フェリーチェ
ロッカ・サン・フェリーチェ（伊: Rocca San Felice）は、イタリア共和国カンパニア州アヴェッリーノ県にある、人口約800人の基礎自治体（コムーネ）。

## 地理

### 位置・広がり

#### 隣接コムーネ
隣接するコムーネは以下の通り。
- フリジェント
- グアルディア・ロンバルディ
- サンタンジェロ・デイ・ロンバルディ
- ストゥルノ
- ヴィッラマイナ